# Clitos el Blanc
Clitos (en grec antic: Κλεῖτος, llatí: Cleitus) fou un general macedoni del segle iv aC. És anomenat habitualment el Blanc (Λευκός, Leukós) per distingir-lo de Clitos el Negre, contemporani seu.
Probablement va ser un dels veterans enviats al regne de Macedònia amb Cràter el 324 aC per reprimir les revoltes d'algunes ciutats gregues, i va dirigir la flota d'Antípatre a la guerra de Làmia l'any 323 aC, derrotant l'almirall atenès Eveció en dues batalles prop de les Equínades.
Al repartiment de les províncies a Triparadisos el 321 aC, va obtenir de mans d'Antípatre la satrapia de Lídia. Després de la mort d'Antípatre, Antígon el borni el va atacar, i Clitos va deixar guarnicions a les principals ciutats i va anar amb vaixell cap a Macedònia per informar a Polipercont. El 318 aC, després que Polipercont no aconseguís ocupar Megalòpolis, el va enviar amb una flota a la costa de Tràcia per impedir a les forces d'Antígon de passar a Europa i unir-se a Filip III Arrideu, que dominava a la ciutat de Cios. Cassandre va enviar contra ell Nicànor de Macedònia, i es va lliurar una batalla prop de Bizanci en la qual Clitos va obtenir una victòria decisiva. Però, Clitos, confiat, va permetre a les tropes desembarcar i acampar, i va ser sorprès per forces de Nicànor i d'Antígon, que van destruir tots els vaixells menys un, amb el qual va poder escapar, tornant cap a Macedònia. Pel camí, uns homes de Lisímac de Tràcia el van aturar i el van matar, segons diu Diodor de Sicília.
Es va caracteritzar per la seva pompa i luxúria, segons diuen Flavi Arrià i Ateneu de Nàucratis.